# Olga (Floryda)
Olga – jednostka osadnicza w Stanach Zjednoczonych, w stanie Floryda, w hrabstwie Lee.